# Lycianthes lenta
Lycianthes lenta là loài thực vật có hoa trong họ Cà. Loài này được (Cav.) Bitter mô tả khoa học đầu tiên năm 1919.